# Edmund Gilbert Baker
Edmund Gilbert Baker, född 1864, död 1949, var en brittisk botaniker och växtsamlare. Han var son till botanikern John Gilbert Baker.
Auktorsnamnet Baker f. kan användas för Edmund Gilbert Baker i samband med ett vetenskapligt namn inom botaniken; se Wikipediaartiklar som länkar till auktorsnamnet.

## Publikationer
- Synopsis of Malveae(1895)
- The plants of Milanji, Nyassa-land (1894)
- Catalogue of the Plants collected by Mr. & Mrs. P.A. Talbot in the Oban district, South Nigeria. London
- Leguminosae of Tropical Africa (1926-1930)